# Bataille de Girolata
Guerres austro-turques
La bataille de Girolata est un combat naval qui opposa le 15 juin 1540 des navires génois et espagnols à des navires ottomans dans le golfe de Girolata, sur la côte ouest de la Corse, pendant la guerre entre Charles Quint, empereur du Saint-Empire romain, et le souverain ottoman, Soliman le Magnifique.
Un escadron chrétien de 21 galères dirigé par le génois Gianettino Doria et l'espagnol Berenguer de Requesens surprit un escadron ottoman de onze galères ancré à Girolata, dirigé par l'amiral ottoman Dragut, que le commandant de la Marine ottomane, Khayr ad-Din Barberousse avait envoyé faire des razzias sur la côte italienne après ses victoires dans la mer Adriatique l'année précédente. Comme les équipages des navires de guerre ottomans étaient à terre, occupés au partage du butin de leurs pillages récents, la flotte géno-espagnole les a facilement vaincus, capturant la totalité des onze galères et 1 200 prisonniers, dont Dragut, qui a été transporté à Gênes et mis, avec ses capitaines, à ramer dans les galères chrétiennes.

## Contexte
En 1538, la flotte ottomane, dirigée par Khayr ad-Din Barberousse, a porté un coup décisif à la Sainte Ligue chrétienne constituée par le pape Paul III, avec la défaite de la flotte papale à la bataille de Préveza au large de la côte d'Epirote, et la prise de Castelnuovo. Comme en 1540, Soliman préparait une opération terrestre en Hongrie, mais la marine ottomane, faible en effectifs, ne put y prendre part.
Kayr Barberousse  envoya toutefois vers les eaux occidentales de la Méditerranée le chef de file de sa flotte, Dragut, avec comme tâche d'attaquer la côte italienne et de perturber le transport maritime espagnol. Dragut commença sa croisière avec la capture de cinq galères vénitiennes au large de l'île de Paxos près de Corfou. Les vénitiens ne purent pas exercer de représailles, puisqu'ils avaient signé un traité de paix avec le sultan peu de temps après.

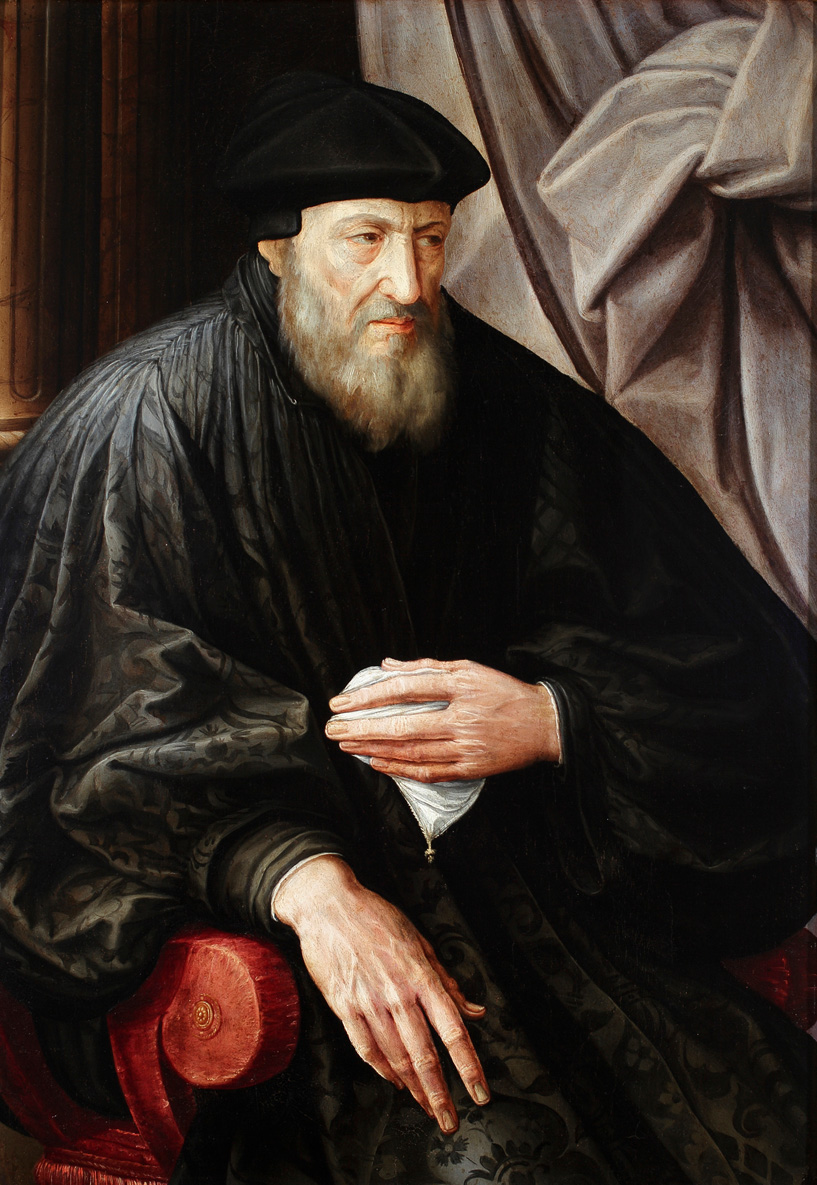
Andrea Doria, portrait par Jan Matsys (1555). Galleria di Palazzo Bianco, Gênes.

En réponse à la menace ottomane, Andrea Doria, le grand-amiral de Charles V, rassembla une flotte de près de 80 galères dans le port de Messine pour éliminer les corsaires ottomans de la Méditerranée occidentale, et suivant l'exemple de Pompée dans sa guerre contre les pirates de Cilicie, il divisa ses navires en 5 escadres, qu'il chargea de patrouiller de différentes régions. Doria lui-même navigua de Messine à Tunis en fin avril, à la tête de 55 galères, s'attendant à surprendre Dragut à sa base au large de Djerba.
Cependant, le lieutenant de Barberousse s'était déplacé plus rapidement que Doria n'avait prévu. L'amiral génois envoya son neveu Erasmo Doria protéger les îles Baléares avec 10 galères, Berenguer de Requesens et son autre neveu Gianettino Doria  patrouiller au large de la Corse et de la Sardaigne avec 21 galères, Fadrique de Toledo défendre le Golfe de Naples avec 11 galères, et le comte de Anguillara, aidé par les chevaliers de Malte, protéger la Sicile avec 17 galères.
Ce fut l'escadre de Gianettino et de Requesens qui trouva la piste des galères de Dragut. L'escadre fut supposément vue au large de Bonifacio et plus tard, quand Dragut attaqua l'île de Capraia, la canonnade fut entendue des galères génoises et espagnoles. Des pêcheurs qui avaient fui les ottomans ont prévenu Doria et Requesens que Dragut avait fait voile vers le Cap corse et, plus tard, que son escadre était ancrée dans le golfe de Girolata

## Bataille
L'escadron ottoman avait mis l'ancre dans le golfe de Girolata pour faire le partage du butin du razzia récent. Dragut avait choisi cet endroit parce qu'il était désert, loin des routes habituelles de navigation. Ainsi il n'avait posté aucun navire comme garde à l'entrée du golfe. Arrivant à proximité, Gianettino Doria envoya son parent Giorgio Doria dans le golfe avec 6 galères et une petite frégate, afin d'identifier les galères qui y étaient ancrées.
Les comptes rendus du cours de la bataille diffèrent. Selon Cesáreo Fernández Duro (es) et Julien de La Gravière, les marins et soldats ottomans étaient à terre, endormis sous les arbres ou prenant un repas, lorsque l'arrivée des galères chrétiennes les prirent par surprise,. Selon de La Gravière, 600 ottomans fuirent vers les montagnes environnantes, avant même que la bataille ait vraiment commencé, et Dragut eut à peine eut le temps de s'embarquer et de faire feu une seule fois, avant que les génois et les espagnols soient montés à bord de ses navires. Dès les premiers coups de feu, beaucoup de ses hommes, turcs ou chrétiens renégats, ont sauté à la mer pour s'échapper vers l'intérieur de l'île.

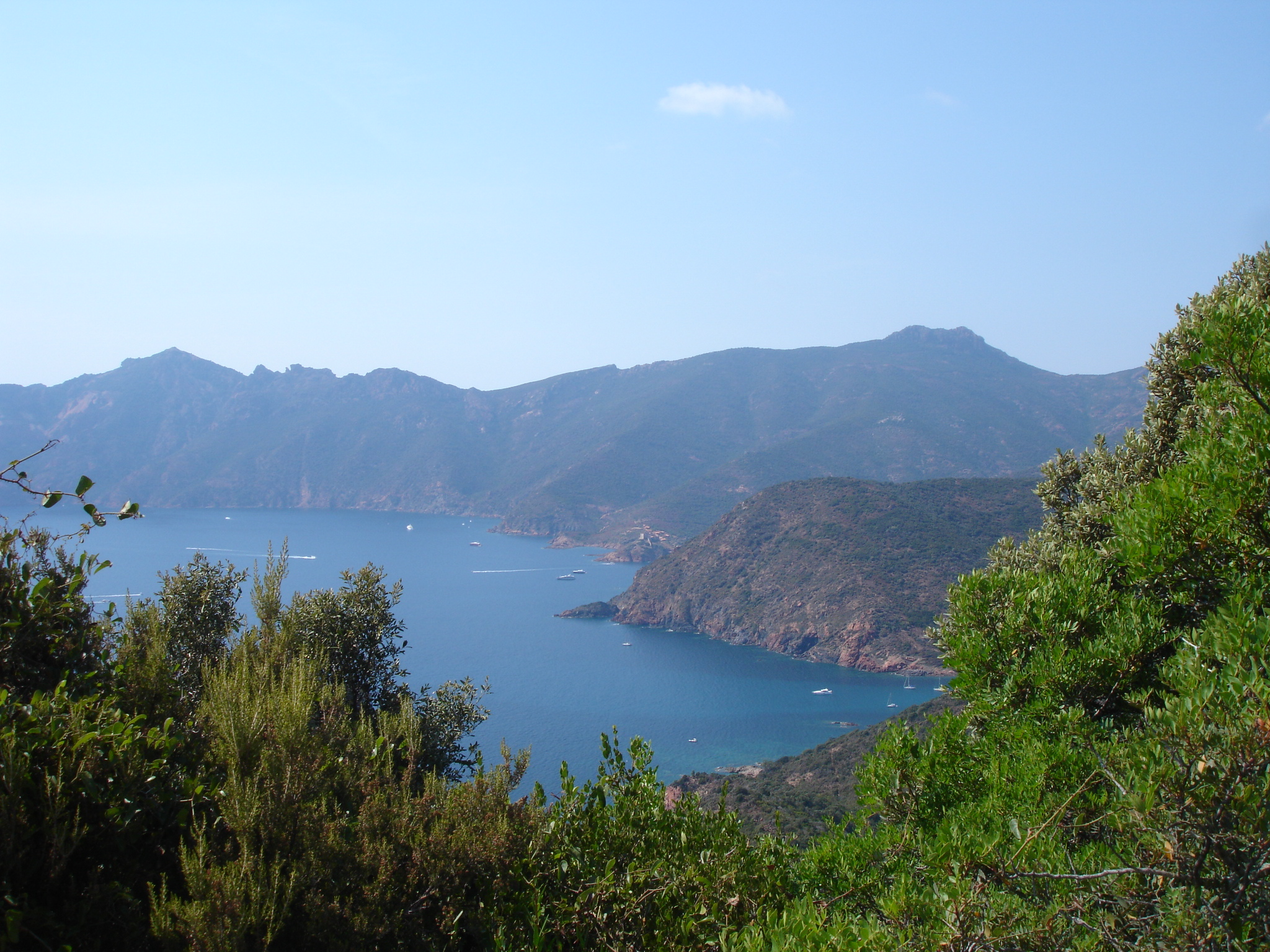
Le golfe de Girolata en 2007.

Alberto Guglielmotti donne un compte rendu plus détaillé de la bataille. Il affirme que Dragut eût le temps d'embarquer ses équipes lorsqu'il vit venir les 7 navires envoyés à l'avance par Doria, et que, laissant à l'arrière 2 galères pour garder le butin, il s'engagea aux forces de Giorgio Doria avec les 9 galères qui lui restaient. S'attendant à se battre avec une supériorité numérique, Dragut est entré dans l'embuscade prévue par Doria et de Requesens, dont les 15 autres galères apparurent à l'ouest, prenant avantage du vent. Dragut a tenté alors de s'échapper en tournant ses navires, mais lorsque les galères chrétiennes sont venues passer sous sa poupe, il a décidé d'essayer d'y faire une percée. Cependant, un seul coup de canon de la galère de Gianettino infligea des dommages tellement graves au navire amiral de Dragut qu'il a failli couler. Perdant espoir de s'échapper, la plupart des marins et soldats ottomans ont sauté à la mer pour se sauver vers la plage et l’intérieur de l'île.

## Suite
La flotte chrétienne captura les 11 galères ottomanes, dont 2 étaient les navires vénitiens Moceniga et Bibiena, capturés lors de la bataille de Préveza. Ils ont également fait prisonniers 1 200 ottomans et libéré 1 200 galériens chrétiens. Dragut fut parmi les prisonniers ottomans. Furieux d'avoir été pris par un homme aussi jeune que Gianettino Doria, il insulta son ravisseur, qui le rossa. Dragut fut transporté à Gênes et réduit en esclave. Là, selon l'historien français du XVIe siècle, Pierre de Bourdeille, trouvant l'ancien lieutenant de Barberousse ramant dans une galère, Jean de Valette, le futur grand maître de l'ordre des Hospitaliers, lui dit : "Señor Dragut, usanza de guerra!" (M. Dragut, la coutume de la guerre), à ce que Dragut répondit : "Y mudanza de fortuna" (Et le changement de fortune).
Le 1er octobre 1540, les corsaires turcs furent battus à nouveau par des navires chrétiens à la Bataille d'Alborán (en), dans les eaux à l'est du détroit de Gibraltar.
Au début de 1541, Barberousse proposa 3 500 ducats pour la libération de Dragut. En 1543 (Doria le libéra, ce qui fut par la suite considéré comme une erreur) dans l'espoir de gagner la faveur ottomane au cas où l'un de ses neveux tomberait entre leur mains . Dragut s'allia alors avec le corsaire Euldj Ali pour constituer une gigantesque armada.